# Adolf Zaussinger
Adolf Zaussinger (* 1938) ist ein emeritierter ordentlicher Professor am Institut für Landtechnik der Universität für Bodenkultur Wien.

## Leben
Adolf Zaussinger wurde 1938 geboren. Nach Abfassung seiner Dissertation Die Vacuumtrocknung von Getreide wurde er 1964 an der Universität für Bodenkultur Wien zum Doktor promoviert. Im Jahr 1970 habilitierte er sich an der Universität für Bodenkultur Wien mit der Schrift Die Grünfuttertrocknung mit Hilfe von Warmluft. Ab 1974 war er dort als außerordentlicher Universitätsprofessor und ab 1998 bis zu seiner Emeritierung als ordentlicher Universitätsprofessor tätig. Zaussinger war Vorstand am Institut für Land-, Umwelt- und Energietechnik der Universität für Bodenkultur Wien, außerdem hatte er an seiner Universität das Amt des Studiendekans inne.

## Auszeichnungen und Ehrungen
- 1989: Franz-Schwackhöfer-Preis
- 2001: Prof. Honoris, Czech University of Agriculture[2]
- 2004: Ehrenmedaille der Universität für Bodenkultur Wien